# Holothuria mammata
Holothuria mammata is een zeekomkommer uit de familie Holothuriidae.
De wetenschappelijke naam van de soort werd in 1840 gepubliceerd door Adolph Eduard Grube.